# Pyura polycarpa
Pyura polycarpa är en sjöpungsart som först beskrevs av Sluiter 1904.  Pyura polycarpa ingår i släktet Pyura och familjen lädermantlade sjöpungar. Inga underarter finns listade i Catalogue of Life.